# Mens Sana Basket 2011-2012
Questa voce raccoglie le informazioni riguardanti la Mens Sana Basket nelle competizioni ufficiali della stagione 2011-2012.

## Stagione
La stagione 2011-2012 della Mens Sana Basket, sponsorizzata Montepaschi, è la 35ª in Serie A. Il club senese, inoltre, partecipa per la 9ª volta all'Eurolega, alla finale di Supercoppa italiana e alle Final Eight di Coppa Italia.
La Mens Sana Siena si presenta al via della nuova stagione con pochi cambi nel roster.
Rispetto alla scorsa stagione non ci sono più Malik Hairston, passato all'Olimpia Milano, Milovan Raković, andato in prestito allo Žalgiris Kaunas e Marko Jarić.
Agli atleti confermati dalla passata stagione, ovvero McCalebb, Zīsīs, Carraretto, Kšyštof Lavrinovič, Kaukėnas, Ress, Michelori, Stonerook, Aradori e Moss, si sono aggiunti l'ala-centro australiana, ma di passaporto danese, David Andersen, lo statunitense DaJuan Summers e Luca Lechthaler, rientrato dal prestito alla Reyer Venezia.

### Precampionato
L'inizio della preparazione è fissato per il 19 agosto con il raduno al PalaEstra dove la squadra, tranne i giocatori impegnati con le proprie nazionali.
Il 24 agosto la società comunica che l'atleta Joseph Forte si unirà alla squadra per gli allenamenti.
La squadra si allena a Siena fino al trasferimento a Bormio dove dal 4 al 10 settembre partecipa al Valtellina Basket Circuit. In Valtellina disputa quattro incontri: alla prima uscita stagionale, è sconfitta dall'Azov. Mariupol'76-81, vince poi contro l'Anadolu Efes79-70 e il Türk Telekom85-72, ma viene sconfitta dal Beşiktaş 91-93.
L'11 settembre partecipa a Cremona al 1º Trofeo ENER.com dove ha la meglio sulla Vanoli Cremona 83-77.
Partecipa poi a Castelfiorentino al 23º Trofeo Vasco Martini dove in semifinale sconfigge il Teramo Basket 90-69 e in finale il Pistoia Basket 94-62, che nella propria semifinale aveva sconfitto il Beşiktaş.
In seguito partecipa al 1º Trofeo Città di Cagliari dove in semifinale ha la meglio sull'Olympiakos 79-75 e in finale sulla Dinamo Sassari64-54, che nella propria semifinale aveva battuto il Partizan81-76.
Il 27 settembre a Firenze, nell'ultima amichevole estiva, sconfigge la Virtus Bologna 79-65 aggiudicandosi il 6º Memorial Bellaveglia.

### Serie A
Esordisce in campionato con una vittoria in trasferta contro il Teramo Basket, replica la settimana successiva in casa contro la Reyer Venezia, mentre alla terza giornata arriva la prima sconfitta contro la Juvecaserta.

Il 25 ottobre viene ufficializzato l'ingaggio della guardia serba Igor Rakočević.

Arrivano, quindi, due vittorie consecutive contro la Pall. Biella e la Virtus Romae una nuova sconfitta, questa volta in trasferta, contro l'Olimpia Milano. 
Intanto il 3 dicembre vi era stata la rescissione consensuale del contratto con DaJuan Summers.
Vince, quindi, sei partite di fila, contro Pall. Varese, Vanoli Cremona, Pall. Cantù, Scandone Avellino, Junior Casalee Pall. Treviso. La serie viene interrotta dalla V.L. Pesaro.  Intanto il 7 dicembre c'era stato l'annuncio del ritorno di Bootsy Thornton. Vince, quindi, in Sardegna contro la Dinamo Sassari, ma perde, ancora in trasferta, contro la Virtus Bologna per ritornare alla vittoria contro la Sutor Montegranaronell'ultimo incontro del girone d'andata. Al termine del quale si classifica in prima posizione qualificandosi così alle Final Eight di Coppa Italia.

Vince nettamente contro il Teramo Basket, ma la partita successiva perde contro la Reyer Venezia, quindi vince contro la Juvecaserta e la Pall. Biella perdendo il successivo incontro con la Virtus Roma. Si aggiudica le successive tre sfide contro Olimpia Milano, Pall. Varese e Vanoli Cremona prima di affrontare i playoff di Eurolega.

Dopo la sfortunata campagna europea viene sconfitta per un solo punto dalla Pall. Cantù nel recupero della 9ª giornata, vince contro la Junior Casale, Scandone Avellino, nel recupero della 10ª giornata, Pall. Treviso, V.L. Pesaro, Dinamo Sassari. La serie viene interrotta dalla Virtus Bologna. Da segnalare che, il 24 aprile era stato ufficializzato l'ingaggio fino al termine della stagione della guardia-ala lituana Jonas Mačiulis. Nell'ultimo incontro di regular season sconfigge agevolmente la Sutor Montegranaroclassificandosi così al 1º posto in classifica.
Nei play-off sconfiggendo nei quarti di finale la Pall. Varese per 3-1, in semifinale la Dinamo Sassari per 3-0 e in finale l'Olimpia Milano, si aggiudica il 7º titolo tricolore, il 6º consecutivo.

### Eurolega
Per la Mens Sana si tratta della 9ª partecipazione all'Eurolega. Il sorteggio per la definizione della fase a gironi si è svolto il 7 luglio 2011.
La prima fase della competizione si è svolta dal 17 ottobre al 21 dicembre 2011 e la Mens Sana è stata sorteggiata nel girone D così composto:
- Barcellona
- Mens Sana Siena

- UNICS Kazan'
- Gdynia

- Olimpija Lubiana
- Galatasaray

Le prime quattro classificate accedono alla seconda fase: le Top 16.
La Mens Sana vincendo ben 8 partite si è classificata al 2º posto accedendo così alla fase successiva, anch'essa a gironi, che si è svolta dal 18 gennaio al 1º marzo 2012. La compagine senese è stata inserita nel Girone F composto da:
- Real Madrid
- Mens Sana Siena

- Málaga
- Bilbao Berri

Le prime due classificate accedono ai Quarti di finale
La Mens Sana si è classificata al 1º posto, benché a pari merito con il Bilbao Berri e Real Madrid, accedendo così alla fase successiva.
I Quarti di finale si sono svolti dal 21 marzo al 5 aprile 2012 e l'hanno vista affrontare i greci dell'Olympiakos classificatisi al secondo posto nel Girone E.
La squadra prima classificata gioca in casa gara-1, gara-2 e l'eventuale gara-5.
La Mens Sana perdendo la serie 3-1 viene così eliminata dalla competizione.

### Supercoppa e Coppa Italia
La Supercoppa italiana si è svolta il 1º ottobre 2011 al Pala Credito di Romagna di Forlì. Alla competizione hanno partecipato:
- Mens Sana Siena (Campione d'Italia 2010-11)
- Pall. Cantù (finalista della Coppa Italia 2011)

La Mens Sana Siena si è aggiudicata il Trofeo per la sesta volta, la quinta consecutiva.
La Final Eight di Coppa Italia si è tenuta dal 16 al 19 febbraio al Palaolimpico di Torino. Alla manifestazione hanno partecipato:
- Mens Sana Siena
- V.L. Pesaro

- Pall. Cantù
- Olimpia Milano

- Virtus Bologna
- Scandone Avellino

- Reyer Venezia
- Dinamo Sassari

La Mens Sana, sconfiggendo nell'ordine Dinamo Sassari, Olimpia Milano e Pall. Cantù, si è aggiudicata la competizione per la quarta volta consecutiva.

## Organigramma societario
Dal sito della Legabasket
Staff dell'area tecnica
- Allenatore: Simone Pianigiani
- Viceallenatore: Luca Banchi
- Assistente: Giacomo Baioni
- Assistente: Alessandro Magro
- Preparatore atletico: Giustino Danesi
- Preparatore atletico: Maurizio Forconi
- Preparatore atletico: Francesco Berrè
- Medico: Giovanni Maria Vassallo
- Medico: Cosetta Meniconi
- Osteopata: Paolo Valacchi
- Fisioterapista: Filippo Borghi
- Fisioterapista: Francesco Alfatti
- Fisioterapista: Lorenzo Nuti
- Nutrizionista: Guido Porcellini

Area Dirigenziale
- Presidente: Ferdinando Minucci
- Vicepresidente: Paola Serpi
- Amministratore delegato: Luca Anselmi
- General manager: Ferdinando Minucci
- Segretario generale: Olga Finetti
- Direttore Sportivo: Jacopo Menghetti
- Team Manager: Matteo Borsi
- Segreteria di presidenza: Serena Marchi
- Relazioni internazionali: Joanna Brett Martin
- Relazioni esterne: Fabrizio Stelo
- Addetto stampa: Ylenia Girolami
- Addetto stampa: Riccardo Caliani
- Segreteria: Marco Cubattoli
- Organizzazione eventi: Erika Perugini
- Biglietteria: Benedetta Collini
- Marketing, organizzazione e pubblicità: Agenzia Best Solutions
- Marketing, organizzazione e pubblicità: Essedue Promotion
- Responsabile sito Internet: Rosanna Mereu
- Coordinatore tecnico Settore giovanile: Luca Banchi
- Responsabile Organizzativo Settore giovanile: Marcello Billi
- Responsabile tecnico Settore giovanile: Michele Catalani
- Responsabile statistiche Lega: Rosanna Mereu
- Addetto agli arbitri: Antonio Tasso
- Msb Tv: Antonio Tasso

## Mercato
| Arrivi | Arrivi           | Arrivi          | Arrivi        |
| R      | Nome             | da              | Modalità      |
| ------ | ---------------- | --------------- | ------------- |
| AC     | David Andersen   | N.O. Hornets    | definitivo    |
| A      | DaJuan Summers   | Detroit Pistons | definitivo    |
| C      | Luca Lechthaler  | Reyer Venezia   | fine prestito |
| AG     | Nik'a Met'reveli | Crabs Rimini    | fine prestito |
| PG     | David Cournooh   | B.C. Ferrara    | fine prestito |
| C      | Stefano Crotta   | Potenza         | fine prestito |
| G      | Marco Portannese | Virtus Siena    | fine prestito |

| Partenze | Partenze         | Partenze        | Partenze       |
| R        | Nome             | a               | Modalità       |
| -------- | ---------------- | --------------- | -------------- |
| AP       | Malik Hairston   | Olimpia Milano  | fine contratto |
| C        | Milovan Raković  | Žalgiris Kaunas | prestito       |
| PG       | Marko Jarić      |                 | fine contratto |
| AG       | Nik'a Met'reveli | Dinamo Sassari  | prestito       |
| PG       | David Cournooh   | A. Costa Imola  | prestito       |
| C        | Stefano Crotta   | Pall. Lucca     | fine contratto |
| G        | Marco Portannese | PMS Torino      | fine contratto |

## Risultati

### Serie A

#### Regular Season

##### Girone di andata
| Arbitri: | Cerebuch (Trieste) Mattioli (Pesaro) Ciaglia (Caserta) |

|                                             |            |                                             |
| V. Amoroso 17 B. Wanamaker 16 M. Borisov 15 | Punti      | 15 P. Aradori 14 B. McCalebb 14 R. Kaukėnas |
| D. Brown 5                                  | Assist     | 4 D. Andersen                               |
| B. Brown, V. Amoroso 11                     | Rimbalzi   | 10 D. Andersen                              |
| Alessandro Ramagli                          | Allenatori | Simone Pianigiani                           |

| Arbitri: | Filippini (San Lazzaro di Savena) Caiazza (Arzano) Aronne (Viterbo) |

|                                                    |            |                                    |
| N. Zīsīs 16 D. Andersen 16 B. McCalebb 13          | Punti      | 23 K. Clark 19 T. Slay 10 S. Bryan |
| B. McCalebb, N. Zīsīs, R. Kaukėnas, S. Stonerook 2 | Assist     | 5 K. Clark                         |
| S. Stonerook 7                                     | Rimbalzi   | 5 A. Young, S. Bryan               |
| Simone Pianigiani                                  | Allenatori | Andrea Mazzon                      |

| Arbitri: | Lamonica (Roseto degli Abruzzi) Sardella (Rimini) Barni (Conegliano) |

|                                             |            |                                            |
| R. Kaukėnas 15 B. McCalebb 14 P. Aradori 12 | Punti      | 18 A. Collins 16 S. Smith 15 A. Stipanović |
| S. Stonerook 3                              | Assist     | 4 G. Maresca                               |
| S. Stonerook 8                              | Rimbalzi   | 15 A. Stipanović                           |
| Simone Pianigiani                           | Allenatori | Stefano Sacripanti                         |

| Arbitri: | Cicoria (Milano) Giansanti (Roma) Capurro (Reggio Calabria) |

|                                             |            |                                           |
| A. Coleman 27 T. Dragićević 16 J. Pullen 12 | Punti      | 19 B. McCalebb 10 N. Zīsīs 10 R. Kaukėnas |
| J. Pullen 4                                 | Assist     | 3 B. McCalebb, R. Kaukėnas                |
| T. Dragićević 7                             | Rimbalzi   | 7 D. Andersen                             |
| Massimo Cancellieri                         | Allenatori | Simone Pianigiani                         |

| Arbitri: | Sahin (Messina) Taurino (Vignola) Bettini (Bologna) |

|                                                       |            |                                                                   |
| B. McCalebb 18 P. Aradori 15 I. Rakočević, D. Moss 12 | Punti      | 14 L. Datome 11 U. Slokar 6 A. Crosariol, V. Dašić, A. Maestranzi |
| B. McCalebb 5                                         | Assist     | 3 L. Datome                                                       |
| K. Lavrinovič 7                                       | Rimbalzi   | 9 V. Dašić                                                        |
| Simone Pianigiani                                     | Allenatori | Lino Lardo                                                        |

| Arbitri: | Facchini (Massa Lombarda) Cerebuch (Trieste) Filippini (San Lazzaro di Savena) |

|                                                |            |                                              |
| D. Gallinari 15 S. Mancinelli 14 D. Nicholas 9 | Punti      | 16 B. McCalebb 13 D. Andersen 12 R. Kaukėnas |
| O. Cook 5                                      | Assist     | 5 S. Stonerook                               |
| D. Gallinari 6                                 | Rimbalzi   | 7 K. Lavrinovič, S. Stonerook                |
| Sergio Scariolo                                | Allenatori | Simone Pianigiani                            |

| Arbitri: | Sabetta (Termoli) Giansanti (Roma) Aronne (Viterbo) |

|                                               |            |                                                   |
| P. Aradori 14 K. Lavrinovič 13 D. Andersen 12 | Punti      | 19 Y. Diawara 14 K. Kangur 13 L. Garri, G. Ganeto |
| B. McCalebb 6                                 | Assist     | 3 R. Stipčević                                    |
| T. Ress 9                                     | Rimbalzi   | 6 Y. Diawara, L. Garri, K. Kangur                 |
| Simone Pianigiani                             | Allenatori | Charlie Recalcati                                 |

| Arbitri: | Sahin (Messina) Begnis (Crema) Bettini (Bologna) |

|                                                      |            |                                              |
| D. Cinciarini 12 V. Wafer 12 J. Tabu, J. Perković 10 | Punti      | 19 D. Andersen 13 B. McCalebb 11 R. Kaukėnas |
| J. Tabu, V. Wafer 4                                  | Assist     | 4 N. Zīsīs                                   |
| M. Kakiouzīs 8                                       | Rimbalzi   | 10 D. Andersen                               |
| Attilio Caja                                         | Allenatori | Simone Pianigiani                            |

| Arbitri: | Paternicò (Piazza Armerina) Taurino (Vignola) Caiazza (Arzano) |

|                                  |            |                                        |
| Andersen 23 Zīsīs 18 McCalebb 14 | Punti      | 19 Basile 10 Marconato 9 Mark'oishvili |
| Zīsīs 4                          | Assist     | 4 Leunen                               |
| Andersen, Aradori 4              | Rimbalzi   | 13 Leunen                              |
| Simone Pianigiani                | Allenatori | Andrea Trinchieri                      |

| Arbitri: | Sahin (Messina) Pozzana (Udine) Capurro (Reggio Calabria) |

|                                                     |            |                                                       |
| L. Johnson 19 J. Golemac 18 V. Gaddefors, R. Slay 8 | Punti      | 26 I. Rakočević 13 D. Andersen 11 P. Aradori, D. Moss |
| L. Johnson 5                                        | Assist     | 3 D. Andersen, I. Rakočević, D. Moss                  |
| L. Johnson 21                                       | Rimbalzi   | 7 D. Andersen                                         |
| Francesco Vitucci                                   | Allenatori | Simone Pianigiani                                     |

| Arbitri: | Sabetta (Termoli) Lo Guzzo (Pisa) Bettini (Bologna) |

|                                               |            |                                         |
| D. Andersen 21 I. Rakočević 14 B. Thornton 14 | Punti      | 16 M. Janning 14 G. Temple 14 M. Shakur |
| B. McCalebb 6                                 | Assist     | 7 M. Shakur                             |
| D. Andersen 8                                 | Rimbalzi   | 8 D. Chiotti                            |
| Simone Pianigiani                             | Allenatori | Marco Crespi                            |

| Arbitri: | Taurino (Vignola) Begnis (Crema) Provini (Campoformido) |

|                                            |            |                                               |
| S. Bečirovič 17 J. Thomas 14 J. Viggiano 9 | Punti      | 16 B. McCalebb 14 D. Andersen 13 S. Stonerook |
| S. Bečirovič 5                             | Assist     | 3 D. Moss                                     |
| V. Moldoveanu 10                           | Rimbalzi   | 6 D. Andersen                                 |
| Aleksandar Đorđević                        | Allenatori | Simone Pianigiani                             |

| Arbitri: | Chiari (Ponzano Veneto) Vicino (Argelato) Aronne (Viterbo) |

|                                                          |            |                                       |
| D. Andersen 16 I. Rakočević 16 N. Zīsīs, A. Michelori 10 | Punti      | 21 J. White 16 J. Jones 14 R. Hickman |
| I. Rakočević 4                                           | Assist     | 6 R. Hickman                          |
| S. Stonerook 7                                           | Rimbalzi   | 11 J. Jones                           |
| Simone Pianigiani                                        | Allenatori | Luca Dalmonte                         |

| Arbitri: | Tola (Viterbo) Giansanti (Roma) Barni (Conegliano) |

|                                         |            |                                          |
| V. Plisnić 16 D. Diener 13 Q. Hosley 12 | Punti      | 23 D. Andersen 22 D. Moss 17 B. McCalebb |
| T. Diener 7                             | Assist     | 8 N. Zīsīs                               |
| Q. Hosley 8                             | Rimbalzi   | 11 D. Andersen, D. Moss                  |
| Meo Sacchetti                           | Allenatori | Simone Pianigiani                        |

| Arbitri: | Cicoria (Milano) Sabetta (Termoli) Quacci (Albuzzano) |

|                                       |            |                                           |
| G. Poeta 13 A. Gigli 13 P. Koponen 12 | Punti      | 23 D. Andersen 19 I. Rakočević 10 D. Moss |
| G. Poeta 6                            | Assist     | 5 N. Zīsīs                                |
| V. Sanik'idze 19                      | Rimbalzi   | 5 N. Zīsīs                                |
| Alessandro Finelli                    | Allenatori | Simone Pianigiani                         |

| Arbitri: | Paternicò (Piazza Armerina) Ramilli (Forlì) Gori (Carmignano di Brenta) |

|                                              |            |                                                  |
| D. Andersen 24 B. Thornton 22 B. McCalebb 17 | Punti      | 14 T. Kirksay 14 D. Ivanov 13 C. Karl, J. McNeal |
| B. McCalebb 6                                | Assist     | 6 D. Ivanov                                      |
| S. Stonerook 7                               | Rimbalzi   | 7 T. Kirksay                                     |
| Simone Pianigiani                            | Allenatori | Giorgio Valli                                    |

##### Girone di ritorno
| Arbitri: | Pozzana (Udine) Giansanti (Roma) Barni (Conegliano) |

|                                          |            |                                         |
| P. Aradori 14 B. McCalebb 13 N. Zīsīs 11 | Punti      | 12 A. Goods 12 A. Polonara 9 B. Cerella |
| N. Zīsīs, M. Carraretto 3                | Assist     | 3 V. Amoroso                            |
| A. Michelori, L. Lechthaler 6            | Rimbalzi   | 6 A. Polonara                           |
| Simone Pianigiani                        | Allenatori | Alessandro Ramagli                      |

| Arbitri: | Sahin (Messina) Sabetta (Termoli) Caiazza (Arzano) |

|                                        |            |                                |
| Szewczyk 17 Fantoni 11 Meini, Bowers 7 | Punti      | 18 Andersen 13 McCalebb 6 Moss |
| Bowers 4                               | Assist     | 4 McCalebb                     |
| Szewczyk 7                             | Rimbalzi   | 9 Andersen                     |
| Andrea Mazzon                          | Allenatori | Simone Pianigiani              |

| Arbitri: | Cerebuch (Trieste) Begnis (Crema) Quacci (Albuzzano) |

|                                          |            |                                               |
| A. Collins 24 A. Righetti 15 A. Smith 14 | Punti      | 20 I. Rakočević 15 B. McCalebb 12 D. Andersen |
| A. Collins 9                             | Assist     | 4 I. Rakočević, S. Stonerook                  |
| A. Doornekamp 8                          | Rimbalzi   | 5 B. McCalebb                                 |
| Stefano Sacripanti                       | Allenatori | Simone Pianigiani                             |

| Arbitri: | Chiari (Ponzano Veneto) Filippini (San Lazzaro di Savena) Provini (Campoformido) |

|                                              |            |                                               |
| D. Andersen 19 P. Aradori 19 I. Rakočević 18 | Punti      | 17 A. Coleman 17 A. Miralles 14 T. Dragićević |
| N. Zīsīs 7                                   | Assist     | 6 M. Soragna, J. Pullen                       |
| D. Andersen 6                                | Rimbalzi   | 5 A. Coleman                                  |
| Simone Pianigiani                            | Allenatori | Massimo Cancellieri                           |

| Arbitri: | Lamonica (Roseto degli Abruzzi) Pozzana (Udine) Caiazza (Arzano) |

|                                |            |                                 |
| Đedović 14 Tucker 14 Gordić 11 | Punti      | 15 McCalebb 15 Andersen 14 Moss |
| Tucker 6                       | Assist     | 3 McCalebb                      |
| Slokar 8                       | Rimbalzi   | 6 Moss, Stonerook               |
| Marco Calvani                  | Allenatori | Simone Pianigiani               |

| Arbitri: | Sahin (Messina) Taurino (Vignola) Mattioli (Pesaro) |

|                                           |            |                                                  |
| N. Zīsīs 13 D. Andersen 13 B. Thornton 11 | Punti      | 16 S. Mancinelli 14 I. Mpourousīs 13 M. Hairston |
| N. Zīsīs, D. Andersen, S. Stonerook 2     | Assist     | 6 O. Cook                                        |
| S. Stonerook 7                            | Rimbalzi   | 13 I. Mpourousīs                                 |
| Simone Pianigiani                         | Allenatori | Sergio Scariolo                                  |

| Arbitri: | Cicoria (Milano) Tola (Viterbo) Barni (Conegliano) |

|                                                        |            |                                               |
| T. Rannikko 15 R. Stipčević 10 Y. Diawara, G. Ganeto 9 | Punti      | 18 B. McCalebb 17 D. Andersen 13 I. Rakočević |
| R. Stipčević, T. Rannikko, K. Kangur 2                 | Assist     | 4 B. Thornton                                 |
| D. Fajardo 7                                           | Rimbalzi   | 8 S. Stonerook                                |
| Charlie Recalcati                                      | Allenatori | Simone Pianigiani                             |

| Arbitri: | Sabetta (Termoli) Lo Guzzo (Pisa) Terreni (Vicenza) |

|                                            |            |                                     |
| B. McCalebb 17 D. Moss 16 K. Lavrinovič 12 | Punti      | 18 J. Rich 16 D. Lighty 14 M. Milič |
| B. Thornton, S. Stonerook 3                | Assist     | 4 J. Tabu                           |
| K. Lavrinovič 8                            | Rimbalzi   | 5 D. Lighty                         |
| Simone Pianigiani                          | Allenatori | Attilio Caja                        |

| Arbitri: | Paternicò (Piazza Armerina) Chiari (Ponzano Veneto) Giansanti (Roma) |

|                                         |            |                                                  |
| Basile 20 Leunen 18 Perkins, Brunner 15 | Punti      | 21 Lavrinovič 19 McCalebb 15 Andersen, Rakočević |
| Basile 4                                | Assist     | 11 McCalebb                                      |
| Perkins 11                              | Rimbalzi   | 5 Lavrinovič                                     |
| Andrea Trinchieri                       | Allenatori | Simone Pianigiani                                |

| Arbitri: | Cicoria (Milano) Filippini (San Lazzaro di Savena) Provini (Campoformido) |

|                                               |            |                                      |
| M. Carraretto 23 P. Aradori 17 B. McCalebb 14 | Punti      | 25 M. Green 18 R. Slay 14 L. Johnson |
| N. Zīsīs 7                                    | Assist     | 6 M. Green                           |
| P. Aradori 10                                 | Rimbalzi   | 7 L. Johnson                         |
| Simone Pianigiani                             | Allenatori | Francesco Vitucci                    |

| Arbitri: | Tola (Viterbo) Pozzana (Udine) Gori (Carmignano di Brenta) |

|                                               |            |                                                 |
| S. Pierich 17 M. Janning 13 M. Malaventura 12 | Punti      | 16 K. Lavrinovič 14 M. Carraretto 14 P. Aradori |
| R. Minard 5                                   | Assist     | 4 B. McCalebb, N. Zīsīs                         |
| D. Chiotti 8                                  | Rimbalzi   | 8 D. Andersen                                   |
| Andrea Valentini                              | Allenatori | Simone Pianigiani                               |

| Arbitri: | Mattiolli (Pesaro) Sardella (Rimini) Capurro (Reggio Calabria) |

|                                                      |            |                                             |
| P. Aradori 19 D. Andersen 16 B. McCalebb, D. Moss 13 | Punti      | 17 J. Viggiano 12 V. Moldoveanu 10 M. Goree |
| B. McCalebb 4                                        | Assist     | 3 G. Mekel, S. Bečirovič                    |
| K. Lavrinovič 10                                     | Rimbalzi   | 7 J. Viggiano                               |
| Simone Pianigiani                                    | Allenatori | Aleksandar Đorđević                         |

| Arbitri: | Facchini (Massa Lombarda) Begnis (Crema) Quacci (Albuzzano) |

|                                       |            |                                           |
| J. White 20 R. Hickman 20 J. Jones 16 | Punti      | 21 B. McCalebb 16 D. Andersen 10 N. Zīsīs |
| D. Hackett 6                          | Assist     | 4 D. Andersen                             |
| J. White 9                            | Rimbalzi   | 7 D. Andersen                             |
| Luca Dalmonte                         | Allenatori | Simone Pianigiani                         |

| Arbitri: | Cerebuch (Trieste) Ramilli (Forlì) Caiazza (Arzano) |

|                                               |            |                                        |
| K. Lavrinovič 25 P. Aradori 20 B. McCalebb 15 | Punti      | 22 T. Easley 20 D. Diener 17 M. Pinton |
| B. McCalebb 7                                 | Assist     | 5 D. Diener                            |
| K. Lavrinovič 7                               | Rimbalzi   | 8 T. Easley                            |
| Simone Pianigiani                             | Allenatori | Meo Sacchetti                          |

| Arbitri: | Lamonica (Roseto degli Abruzzi) Tola (Viterbo) Weidmann (Campobasso) |

|                                                |            |                                                      |
| K. Lavrinovič 17 B. McCalebb 12 R. Kaukėnas 11 | Punti      | 21 C. Douglas-Roberts 19 P. Koponen 16 V. Sanik'idze |
| B. McCalebb, N. Zīsīs 3                        | Assist     | 3 G. Poeta                                           |
| D. Andersen 6                                  | Rimbalzi   | 15 V. Sanik'idze                                     |
| Simone Pianigiani                              | Allenatori | Alessandro Finelli                                   |

| Arbitri: | Sabetta (Termoli) Lanzarini (Bologna) Provini (Campoformido) |

|                                       |            |                                                                          |
| V. Mazzola 17 D. Ivanov 16 C. Karl 10 | Punti      | 20 J. Mačiulis 16 K. Lavrinovič 14 B. McCalebb, I. Rakočević, P. Aradori |
| D. Ivanov 3                           | Assist     | 9 B. McCalebb                                                            |
| D. Ivanov 17                          | Rimbalzi   | 5 S. Stonerook                                                           |
| Giorgio Valli                         | Allenatori | Simone Pianigiani                                                        |

#### Play-off
I Quarti di finale e le Semifinali si giocano al meglio delle 5 partite. La squadra con il miglior piazzamento in classifica al termine della stagione regolare gioca in casa gara-1, gara-2 e l'eventuale gara-5.
La Finale, invece, si gioca al meglio dei 7 incontri con la squadra meglio classificata che gioca in casa gara-1, gara-2 e le eventuali gara-5 e gara-7.
| Squadra 1         | Totale | Squadra 2      | Gara 1 | Gara 2 | Gara 3 | Gara 4 | Gara 5 |
| ----------------- | ------ | -------------- | ------ | ------ | ------ | ------ | ------ |
| 1 Mens Sana Siena | 3-1    | Pall. Varese 8 | 92-57  | 88-72  | 70-73  | 91-75  |        |

| Squadra 1         | Totale | Squadra 2        | Gara 1 | Gara 2 | Gara 3 | Gara 4 | Gara 5 |
| ----------------- | ------ | ---------------- | ------ | ------ | ------ | ------ | ------ |
| 1 Mens Sana Siena | 3-0    | Dinamo Sassari 4 | 91-68  | 92-66  | 79-64  |        |        |

| Squadra 1         | Totale | Squadra 2        | Gara 1 | Gara 2 | Gara 3 | Gara 4 | Gara 5 | Gara 6 | Gara 7 |
| ----------------- | ------ | ---------------- | ------ | ------ | ------ | ------ | ------ | ------ | ------ |
| 1 Mens Sana Siena | 4-1    | Olimpia Milano 2 | 86-77  | 86-58  | 82-79  | 83-88  | 84-73  |        |        |

##### Quarti di finale
| Arbitri: | Sahin (Messina) Chiari (Ponzano Veneto) Weidmann (Campobasso) |

|                                                |            |                                       |
| D. Andersen 17 R. Kaukėnas 14 K. Lavrinovič 12 | Punti      | 11 Y. Diawara 11 K. Kangur 8 J. Talts |
| P. Aradori 3                                   | Assist     | 4 K. Kangur                           |
| B. Thornton 7                                  | Rimbalzi   | 8 Y. Diawara                          |
| Simone Pianigiani                              | Allenatori | Charlie Recalcati                     |

| Arbitri: | Sabetta (Termoli) Mattioli (Pesaro) Lo Guzzo (Pisa) |

|                                               |            |                                            |
| K. Lavrinovič 19 P. Aradori 15 B. McCalebb 13 | Punti      | 16 Y. Diawara 15 R. Stipčević 11 G. Ganeto |
| N. Zīsīs, P. Aradori 4                        | Assist     | 6 J. Talts                                 |
| K. Lavrinovič 5                               | Rimbalzi   | 6 D. Fajardo                               |
| Simone Pianigiani                             | Allenatori | Charlie Recalcati                          |

| Arbitri: | Cerebuch (Trieste) Pozzana (Udine) Quacci (Albuzzano) |

|                                         |            |                                                |
| R. Stipčević 19 Y. Diawara 12 P. Goss 9 | Punti      | 16 R. Kaukėnas 12 K. Lavrinovič 11 B. McCalebb |
| R. Stipčević, T. Rannikko 3             | Assist     | 5 B. McCalebb                                  |
| J. Talts, K. Kangur 6                   | Rimbalzi   | 8 K. Lavrinovič                                |
| Charlie Recalcati                       | Allenatori | Simone Pianigiani                              |

| Arbitri: | Cicoria (Milano) Begnis (Crema) Filippini (San Lazzaro di Savena) |

|                                        |            |                                                |
| Y. Diawara 26 P. Goss 20 D. Fajardo 13 | Punti      | 19 D. Andersen 15 B. McCalebb 15 K. Lavrinovič |
| R. Stipčević, T. Rannikko 3            | Assist     | 6 N. Zīsīs                                     |
| Y. Diawara, D. Fajardo 7               | Rimbalzi   | 6 D. Andersen, T. Ress                         |
| Charlie Recalcati                      | Allenatori | Simone Pianigiani                              |

##### Semifinali
| Arbitri: | Facchini (Massa Lombarda) Mattioli (Pesaro) Weidmann (Campobasso) |

|                                         |            |                                         |
| K. Lavrinovič 19 N. Zīsīs 13 D. Moss 13 | Punti      | 15 V. Plisnić 12 D. Diener 10 Q. Hosley |
| B. McCalebb 4                           | Assist     | 7 T. Diener                             |
| K. Lavrinovič 9                         | Rimbalzi   | 9 T. Easley                             |
| Simone Pianigiani                       | Allenatori | Meo Sacchetti                           |

| Arbitri: | Lamonica (Roseto degli Abruzzi) Chiari (Ponzano Veneto) Taurino (Vignola) |

|                                             |            |                                         |
| B. McCalebb 13 P. Aradori 12 B. Thornton 11 | Punti      | 18 V. Plisnić 11 Q. Hosley 11 D. Diener |
| N. Zīsīs 5                                  | Assist     | 6 T. Diener                             |
| K. Lavrinovič 8                             | Rimbalzi   | 9 V. Plisnić                            |
| Simone Pianigiani                           | Allenatori | Meo Sacchetti                           |

| Arbitri: | Cicoria (Milano) Begnis (Crema) Lanzarini (Bologna) |

|                                        |            |                                                |
| T. Easley 17 Q. Hosley 13 D. Diener 10 | Punti      | 21 B. McCalebb 12 K. Lavrinovič 10 R. Kaukėnas |
| T. Diener 6                            | Assist     | 4 B. Thornton                                  |
| T. Easley 10                           | Rimbalzi   | 8 A. Michelori                                 |
| Meo Sacchetti                          | Allenatori | Simone Pianigiani                              |

##### Finale
| Arbitri: | Facchini (Massa Lombarda) Taurino (Vignola) Mattioli (Pesaro) |

|                                              |            |                                                           |
| B. McCalebb 25 B. Thornton 19 D. Andersen 17 | Punti      | 15 M. Hairston 14 A. Gentile 10 J.R. Bremer, L. Radošević |
| B. McCalebb 5                                | Assist     | 4 A. Gentile                                              |
| K. Lavrinovič 8                              | Rimbalzi   | 6 M. Hairston                                             |
| Simone Pianigiani                            | Allenatori | Sergio Scariolo                                           |

| Arbitri: | Lamonica (Roseto degli Abruzzi) Sabetta (Termoli) Chiari (Ponzano Veneto) |

|                                          |            |                                                                  |
| B. McCalebb 21 R. Kaukėnas 11 T. Ress 11 | Punti      | 9 A. Gentile 7 J. Giachetti, M. Hairston 7 O. Cook, L. Radošević |
| B. McCalebb 5                            | Assist     | 3 M. Hairston                                                    |
| K. Lavrinovič 8                          | Rimbalzi   | 8 N. Melli                                                       |
| Simone Pianigiani                        | Allenatori | Sergio Scariolo                                                  |

| Arbitri: | Cerebuch (Trieste) Sahin (Messina) Begnis (Crema) |

|                                         |            |                                                 |
| M. Hairston 25 A. Gentile 13 O. Cook 12 | Punti      | 17 K. Lavrinovič 15 R. Kaukėnas 13 S. Stonerook |
| O. Cook, A. Gentile 5                   | Assist     | 5 B. McCalebb                                   |
| A. Gentile 7                            | Rimbalzi   | 7 B. McCalebb                                   |
| Sergio Scariolo                         | Allenatori | Simone Pianigiani                               |

| Arbitri: | Cicoria (Milano) Paternicò (Piazza Armerina) Lanzarini (Bologna) |

|                                               |            |                                                 |
| I. Mpourousīs 19 S. Mancinelli 17 N. Melli 11 | Punti      | 18 B. McCalebb 17 K. Lavrinovič 11 S. Stonerook |
| S. Mancinelli, J.R. Bremer 4                  | Assist     | 2 B. McCalebb, D. Andersen                      |
| S. Mancinelli 6                               | Rimbalzi   | 5 T. Ress                                       |
| Sergio Scariolo                               | Allenatori | Simone Pianigiani                               |

| Arbitri: | Facchini (Massa Lombarda) Chiari (Ponzano Veneto) Weidmann (Campobasso) |

|                                             |            |                                                  |
| K. Lavrinovič 22 B. McCalebb 16 N. Zīsīs 15 | Punti      | 18 I. Mpourousīs 15 M. Hairston 10 S. Mancinelli |
| D. Andersen 3                               | Assist     | 5 O. Cook                                        |
| K. Lavrinovič 7                             | Rimbalzi   | 7 I. Mpourousīs                                  |
| Simone Pianigiani                           | Allenatori | Sergio Scariolo                                  |

| Campione d'Italia 2011–12            |
| ------------------------------------ |
| Mens Sana Siena 7º titolo (revocato) |

### Eurolega

#### Regular Season
|    | Classifica Gruppo D | P.ti | G  | V | P | PF  | PS  |
| -- | ------------------- | ---- | -- | - | - | --- | --- |
| 1. | Barcellona          | 18   | 10 | 9 | 1 | 793 | 599 |
| 2. | Mens Sana Siena     | 16   | 10 | 8 | 2 | 779 | 696 |
| 3. | UNICS Kazan'        | 14   | 10 | 7 | 3 | 702 | 656 |
| 4. | Galatasaray         | 8    | 10 | 4 | 6 | 694 | 736 |
| 5. | Gdynia              | 2    | 10 | 1 | 9 | 618 | 743 |
| 6. | Olimpija Lubiana    | 2    | 10 | 1 | 9 | 589 | 745 |

| FCB   | MSB   | UNICS | GSK    | PRO   | KKO   |
| ----- | ----- | ----- | ------ | ----- | ----- |
|       | 92-75 | 63-50 | 79-50  | 88-61 | 72-46 |
| 77-74 |       | 73-79 | 103-77 | 84-73 | 79-57 |
| 65-93 | 71-79 |       | 72-61  | 68-41 | 81-51 |
| 66-70 | 63-67 | 64-88 |        | 78-76 | 80-59 |
| 45-76 | 53-79 | 68-72 | 72-76  |       | 67-52 |
| 64-86 | 57-63 | 63-76 | 70-79  | 70-62 |       |

| Arbitri: | Ilija Belošević Matej Boltauzer Tomasz Trawicki |

|                                                     |            |                                              |
| H. Domercant 30 N. Jawai 11 T. Lyday 9              | Punti      | 17 B. McCalebb 14 R. Kaukėnas 13 D. Andersen |
| T. Lyday, A. Savrasenko, K. McCarty, H. Domercant 2 | Assist     | 4 B. McCalebb, N. Zīsīs                      |
| N. Jawai 9                                          | Rimbalzi   | 8 S. Stonerook                               |
| Evgenij Pašutin                                     | Allenatori | Simone Pianigiani                            |

| Arbitri: | Miguel Pérez Pérez Óscar Perea Marcin Kowalski |

|                                                |            |                                        |
| B. McCalebb 17 K. Lavrinovič 12 R. Kaukėnas 11 | Punti      | 12 D. Bertāns 7 B. Rothbart 7 R. Varda |
| N. Zīsīs 5                                     | Assist     | 3 D. Green                             |
| S. Stonerook 9                                 | Rimbalzi   | 5 D. Murić, D. Green                   |
| Simone Pianigiani                              | Allenatori | Sašo Filipovski                        |

| Arbitri: | Christos Christodoulou Milivoje Jovčić Panagiotis Anastopoulos |

|                                              |            |                                                    |
| R. Kaukėnas 24 B. McCalebb 19 D. Andersen 13 | Punti      | 12 L. Andrić 11 E. Arslan 10 J. Shipp, P. Shumpert |
| B. McCalebb 4                                | Assist     | 5 J. Gordon                                        |
| D. Andersen, P. Aradori 6                    | Rimbalzi   | 8 J. Shipp                                         |
| Simone Pianigiani                            | Allenatori | Oktay Mahmuti                                      |

| Arbitri: | Grzegorz Ziemblicki Eddie Viator Milija Vojinović |

|                              |            |                                          |
| Eidson 22 Lorbek 17 Ndong 15 | Punti      | 20 McCalebb 13 K. Lavrinovič 12 Andersen |
| Huertas 9                    | Assist     | 5 Rakočević                              |
| Ndong 7                      | Rimbalzi   | 8 K. Lavrinovič                          |
| Xavier Pascual Vives         | Allenatori | Simone Pianigiani                        |

| Arbitri: | Juan Carlos García González Nicolas Maestre Rüştü Nuran |

|                                 |            |                                       |
| Kaukėnas 15 McCalebb 14 Moss 11 | Punti      | 26 Motiejūnas 16 Lafayette 11Zamojski |
| Kaukėnas 6                      | Assist     | 7 Lafayette                           |
| Andersen 9                      | Rimbalzi   | 9 Motiejūnas                          |
| Simone Pianigiani               | Allenatori | Tomas Pačėsas                         |

| Arbitri: | José Ramón García Ortiz Antonio Conde Marko Juras |

|                                               |            |                                           |
| B. McCalebb 22 R. Kaukėnas 13 K. Lavrinovič 8 | Punti      | 24 Domercant 21 U. Verameenka 12 L. Greer |
| N. Zīsīs, D. Moss 2                           | Assist     | 4 Samojlenko                              |
| K. Lavrinovič, T. Ress 4                      | Rimbalzi   | 10 U. Verameenka                          |
| Simone Pianigiani                             | Allenatori | Evgenij Pašutin                           |

| Arbitri: | Sreten Radović Marius Ciulin Serhij Čebyšev |

|                                                       |            |                                                      |
| B. Woodside 11 D. Thompson 10 D. Grenn, D. Markota 10 | Punti      | 16 B. McCalebb 14 I. Rakočević 13 D. Moss            |
| D. Markota 5                                          | Assist     | 1 B. McCalebb, N. Zīsīs, L. Lechthaler, S. Stonerook |
| D. Markota 15                                         | Rimbalzi   | 8 D. Andersen                                        |
| Sašo Filipovski                                       | Allenatori | Simone Pianigiani                                    |

| Arbitri: | Juan Carlos Arteaga Borys Ryžyk Anastasios Piloidis |

|                                         |            |                                          |
| J. Lakovič 15 L. Andrić 14 J. Gordon 10 | Punti      | 18 D. Andersen 17 I. Rakočević 9 D. Moss |
| J. Gordon 3                             | Assist     | 6 N. Zīsīs                               |
| L. Andrić 7                             | Rimbalzi   | 8 D. Andersen                            |
| Oktay Mahmuti                           | Allenatori | Simone Pianigiani                        |

| Arbitri: | Ilija Belošević Robert Lottermoser Eddie Viator |

|                                           |            |                                        |
| I. Rakočević 21 P. Aradori 20 N. Zīsīs 16 | Punti      | 22 E. Lorbek 14 C. Eidson 9 P. Mickeal |
| D. Andersen 3                             | Assist     | 4 M. Huertas                           |
| D. Andersen 12                            | Rimbalzi   | 6 P. Mickeal                           |
| Simone Pianigiani                         | Allenatori | Xavier Pascual Vives                   |

| Arbitri: | José Ramón García Ortiz Srđan Dožai Radomir Vojinović |

|                                               |            |                                     |
| A. Hrycaniuk 16 P. Zamojski 12 O. Lafayette 6 | Punti      | 23 Aradori 9 I. Rakočević 8 T. Ress |
| O. Lafayette 5                                | Assist     | 6 N. Zīsīs                          |
| A. Hrycaniuk 6                                | Rimbalzi   | 7 D. Andersen, P. Aradori           |
| Tomas Pačėsas                                 | Allenatori | Simone Pianigiani                   |

#### Top 16
|    | Classifica Gruppo F | P.ti | G | V | P | PF  | PS  | DP  |
| -- | ------------------- | ---- | - | - | - | --- | --- | --- |
| 1. | Mens Sana Siena     | 8    | 6 | 4 | 2 | 493 | 435 | +58 |
| 2. | Bilbao Berri        | 8    | 6 | 4 | 2 | 437 | 423 | +14 |
| 3. | Real Madrid         | 8    | 6 | 4 | 2 | 496 | 489 | +7  |
| 4. | Málaga              | 0    | 6 | 0 | 6 | 407 | 486 | -79 |

| MSB   | BBB   | RMB    | CBM   |
| ----- | ----- | ------ | ----- |
|       | 81-67 | 90-102 | 84-69 |
| 60-59 |       | 93-69  | 85-70 |
| 69-88 | 89-73 |        | 86-65 |
| 68-91 | 55-59 | 80-81  |       |

| Arbitri: | Sreten Radović Jakub Zamojski Oļegs Latiševs |

|                                                      |            |                                         |
| B. McCalebb 18 D. Andersen 18 B. Thornton, D. Moss 8 | Punti      | 16 Vasileiadīs 11 M. Banić 10 R. Grimau |
| I. Rakočević, S. Stonerook 3                         | Assist     | 3 A. Jackson, R. López                  |
| D. Andersen 7                                        | Rimbalzi   | 6 A. Hervelle, D. Fischer               |
| Simone Pianigiani                                    | Allenatori | Fōtīs Katsikarīs                        |

| Arbitri: | Carl Jungebrand Recep Ankaralı Spiros Gkontas |

|                                       |            |                                                |
| F. Reyes 17 J. Carroll 12 M. Pocius 9 | Punti      | 25 B. McCalebb 16 K. Lavrinovič 11 D. Andersen |
| S. Llull 2                            | Assist     | 6 B. McCalebb                                  |
| F. Reyes 15                           | Rimbalzi   | 7 D. Andersen                                  |
| Pablo Laso                            | Allenatori | Simone Pianigiani                              |

| Arbitri: | Grzegorz Ziemblicki Matej Boltauzer Fernando Rocha |

|                                                       |            |                                            |
| J. Freeland 14 T. Darden 13 E.J. Rowland, L. Žorić 11 | Punti      | 20 D. Moss 18 K. Lavrinovič 15 D. Andersen |
| B. Rodríguez 4                                        | Assist     | 3 B. McCalebb                              |
| J. Freeland 9                                         | Rimbalzi   | 7 D. Moss                                  |
| Chus Mateo                                            | Allenatori | Simone Pianigiani                          |

| Arbitri: | Christos Christodoulou Eddie Viator Radomir Vojinović |

|                                                          |            |                                        |
| B. McCalebb 18 K. Lavrinovič 13 I. Rakočević, D. Moss 11 | Punti      | 15 G. Fitch 14 L. Žorić 9 J. Garbajosa |
| I. Rakočević 3                                           | Assist     | 4 H. Perić                             |
| T. Ress 5                                                | Rimbalzi   | 8 J. Freeland                          |
| Simone Pianigiani                                        | Allenatori | Chus Mateo                             |

| Arbitri: | Dubravko Muhvić Borys Ryžyk Luís Lopes |

|                                      |            |                                           |
| M. Banić 16 R. López 15 A. Mumbrú 10 | Punti      | 14 I. Rakočević 12 B. McCalebb 10 D. Moss |
| A. Mumbrú, D. Fischer, R. López 2    | Assist     | 3 N. Zīsīs, D. Andersen                   |
| D. Fischer 12                        | Rimbalzi   | 7 D. Andersen                             |
| Fōtīs Katsikarīs                     | Allenatori | Simone Pianigiani                         |

| Arbitri: | Saša Pukl Srđan Dožai Robert Lottermoser |

|                                     |            |                                        |
| B. McCalebb15 T. Ress 15 D. Moss 14 | Punti      | 17 F. Reyes 15 M. Pocius 14 N. Mirotić |
| S. Stonerook 4                      | Assist     | 5 S. Rodríguez                         |
| D. Moss 3                           | Rimbalzi   | 14 F. Reyes                            |
| Simone Pianigiani                   | Allenatori | Pablo Laso                             |

#### Quarti di finale
| Quarti di finale \| Squadra 1 \| Totale \| Squadra 2 \| Gara 1 \| Gara 2 \| Gara 3 \| Gara 4 \| Gara 5 \| \| --------------- \| ------ \| ---------- \| ------ \| ------ \| ------ \| ------ \| ------ \| \| Mens Sana Siena \| 1-3 \| Olympiakos \| 75-82 \| 81-80 \| 55-75 \| 69-76 \| \| |        |            |        |        |        |        |        |
| Squadra 1 | Totale | Squadra 2  | Gara 1 | Gara 2 | Gara 3 | Gara 4 | Gara 5 |
| Mens Sana Siena | 1-3    | Olympiakos | 75-82  | 81-80  | 55-75  | 69-76  |        |

| Arbitri: | José Martín Antonio Conde Oļegs Latiševs |

|                                               |            |                                             |
| D. Andersen 28 B. McCalebb 15 I. Rakočević 11 | Punti      | 20 G. Printezīs 15 K. Hines 15 V. Spanoulīs |
| B. McCalebb 4                                 | Assist     | 5 A. Law                                    |
| D. Andersen 7                                 | Rimbalzi   | 8 J. Dorsey                                 |
| Simone Pianigiani                             | Allenatori | Dušan Ivković                               |

| Arbitri: | Juan Carlos Arteaga Sreten Radović Matej Boltauzer |

|                                                 |            |                                       |
| B. McCalebb 21 K. Lavrinovič 18 I. Rakočević 13 | Punti      | 15 G. Printezīs 11 P. Antić 11 A. Law |
| N. Zīsīs, I. Rakočević 4                        | Assist     | 5 A. Law                              |
| D. Andersen, K. Lavrinovič 6                    | Rimbalzi   | 6 J. Dorsey, G. Printezīs             |
| Simone Pianigiani                               | Allenatori | Dušan Ivković                         |

| Arbitri: | Grezegorz Ziemblicki Robert Lottermoser Emilio Perez Pizarro |

|                                         |            |                                         |
| K. Hines 15 Kōstas Sloukas 11 A. Law 10 | Punti      | 15 B. McCalebb 12 D. Andersen 8 T. Ress |
| V. Spanoulīs, A. Law 6                  | Assist     | 2 B. McCalebb, N. Zīsīs, P. Aradori     |
| K. Hines 9                              | Rimbalzi   | 5 D. Andersen                           |
| Dušan Ivković                           | Allenatori | Simone Pianigiani                       |

| Arbitri: | Juan Carlos Arteaga Vicente Bultó Eddie Viator |

|                                                      |            |                                            |
| K. Hines 19 V. Spanoulīs 19 G. Printezīs, A. Law 8   | Punti      | 15 D. Andersen 15 N. Zīsīs 11 I. Rakočević |
| V. Spanoulīs, G. Printezīs, K. Papanikolau, A. Law 2 | Assist     | 2 K. Lavrinovič                            |
| G. Printezīs 9                                       | Rimbalzi   | 11 D. Andersen                             |
| Dušan Ivković                                        | Allenatori | Simone Pianigiani                          |

### Coppa Italia
| Squadra 1         | Risultato | Squadra 2        |
| ----------------- | --------- | ---------------- |
| 1 Mens Sana Siena | 70-60     | Dinamo Sassari 8 |

| Squadra 1         | Risultato | Squadra 2        |
| ----------------- | --------- | ---------------- |
| 1 Mens Sana Siena | 67-65     | Olimpia Milano 4 |

| Squadra 1         | Risultato | Squadra 2     |
| ----------------- | --------- | ------------- |
| 1 Mens Sana Siena | 88-71     | Pall. Cantù 3 |

| Arbitri: | Sahin (Messina) Taurino (Vignola) Begnis (Crema) |

| |            | |
| D. Moss 16 B. McCalebb15 D. Andersen 13 | Punti      | 15 Q. Hosley 12 V. Plisnić 12 D. Diener                                                                                              |
| D. Andersen 3 | Assist     | 9 M. Pinton |
| D. Andersen 9 | Rimbalzi   | 10 T. Easley |
| 4 McCalebb· 7 Andersen· 9 Carraretto· 20 Stonerook· 34 Moss 6 Zīsīs· 8 Rakočević· 11 Thornton· 14 Ress· 15 Michelori· 18 Lechthaler· 21 Aradori | Formazioni | 7 Hosley· 15 Plisnić· 16 D. Diener· 21 Pinton· 43 Easley 4 Met'reveli· 5 Binetti· 8 Devecchi· 12 T. Diener· 14 Sacchetti· 18 Vanuzzo |
| Simone Pianigiani | Allenatori | Meo Sacchetti |

| Arbitri: | Facchini (Massa Lombarda) Paternicò (Piazza Armerina) Sabetta (Termoli) |

| |            | |
| D. Andersen 25 B. McCalebb 16 K. Lavrinovič 9 | Punti      | 15 A. Fōtsīs 13 M. Hairston 11 M. Rocca                                                                                               |
| N. Zīsīs, B. Thornton, S. Stonerook, D. Moss 2                                                                                                   | Assist     | 7 J.R. Bremer |
| S. Stonerook 9 | Rimbalzi   | 7 M. Hairston, M. Rocca |
| 4 McCalebb· 7 Andersen· 11 Thornton· 20 Stonerook· 34 Moss 6 Zīsīs· 9 Carraretto· 12 Lavrinovič 14 Ress· 15 Michelori· 18 Lechthaler· 21 Aradori | Formazioni | 7 Hairston· 9 Fōtsīs· 10 Cook· 15 Mpourousīs· 22 Bremer 5 Giachetti· 6 Mancinelli· 11 Drew· 12 Rocca· 14 Filloy· 18 Melli· 25 Gentile |
| Simone Pianigiani | Allenatori | Sergio Scariolo |

| Arbitri: | Cicoria (Milano) Chiari (Ponzano Veneto) Taurino (Vignola) |

| |            | |
| Andersen 23 Lavrinovič 16 Moss 14 | Punti      | 15 Basile 12 Leunen 8 Shermadini, Brunner |
| McCalebb, Moss 4 | Assist     | 5 Basile |
| Stonerook 6 | Rimbalzi   | 5 Brunner |
| 4 McCalebb· 7 Andersen· 11 Thornton ·20 Stonerook· 34 Moss 6 Zīsīs· 9 Carraretto· 12 Lavrinovič· 14 Ress· 15 Michelori· 18 Lechthaler· 21 Aradori | Formazioni | 5 Micov· 10 Leunen· 11 Marconato· 20 Cinciarini· 55 Basile 9 Mark'oishvili· 12 Mazzarino· 13 Perkins· 17 Diviach· 19 Shermadini· 21 Bolzonella· 25 Brunner |
| Simone Pianigiani | Allenatori | Andrea Trinchieri |

| Vincitore Coppa Italia 2012          |
| ------------------------------------ |
| Mens Sana Siena 4º titolo (revocato) |

### Supercoppa italiana
| Arbitri: | Cerebuch (Trieste) Facchini (Massa Lombarda) Sardella (Rimini) |

| |            | |
| Lavrinovič 25 McCalebb 13 Kaukėnas 10 | Punti      | 13 Micov 12 Mazzarino 10 Šćekić |
| McCalebb 5 | Assist     | 2 Lighty, Micov, Šćekić, Leunen, Basile |
| Lavrinovič 8 | Rimbalzi   | 8 Ortner |
| 4 McCalebb· 15 Michelori· 20 Stonerook· 21 Aradori· 35 Summers 6 Zīsīs· 9 Carraretto· 12 Lavrinovič· 13 Kaukėnas· 14 Ress· 18 Lechthaler· 34 Moss | Formazioni | 5 Micov· 10 Leunen· 11 Marconato· 12 Mazzarino· 20 Cinciarini 4 Lighty· 7 Šćekić· 8 Ortner· 9 Mark'oishvili· 13 Abass· 17 Diviach· 55 Basile |
| Simone Pianigiani | Allenatori | Andrea Trinchieri |

| Supercoppa italiana 2011  |
| ------------------------- |
| Mens Sana Siena 6º titolo |

## Statistiche

### Statistiche di squadra
| Competizione        | Punti | In casa | In casa | In casa | In casa | In casa | In trasferta | In trasferta | In trasferta | In trasferta | In trasferta | Totale | Totale | Totale | Totale | Totale | Totale |
| Competizione        | Punti | G       | V       | P       | PF      | PS      | G            | V            | P            | PF           | PS           | G      | V      | P      | PF     | PS     | DIF    |
| ------------------- | ----- | ------- | ------- | ------- | ------- | ------- | ------------ | ------------ | ------------ | ------------ | ------------ | ------ | ------ | ------ | ------ | ------ | ------ |
| Serie A             | 48    | 16      | 13      | 3       | 1.346   | 1.157   | 16           | 11           | 5            | 1.293        | 1.151        | 32     | 24     | 8      | 2.639  | 2.308  | +331   |
| Play-off            | -     | 7       | 7       | 0       | 619     | 471     | 5            | 3            | 2            | 405          | 379          | 12     | 10     | 2      | 1.024  | 850    | +174   |
| Totale Serie A      | -     | 23      | 20      | 3       | 1.965   | 1.628   | 21           | 14           | 7            | 1.698        | 1.530        | 44     | 34     | 10     | 3.663  | 3.158  | +505   |
| Eurolega            | 16    | 5       | 4       | 1       | 416     | 360     | 5            | 4            | 1            | 363          | 336          | 10     | 8      | 2      | 779    | 696-   | +83    |
| Top 16              | 8     | 3       | 2       | 1       | 255     | 238     | 3            | 2            | 1            | 238          | 197          | 6      | 4      | 2      | 493    | 435    | +58    |
| Quarti di finale    | -     | 2       | 1       | 1       | 156     | 162     | 2            | 0            | 2            | 124          | 151          | 4      | 1      | 3      | 280    | 313    | -33    |
| Totale Eurolega     | -     | 10      | 7       | 3       | 827     | 760     | 10           | 6            | 4            | 725          | 684          | 20     | 13     | 7      | 1.552  | 1.444  | +108   |
| Coppa Italia        | -     | -       | -       | -       | -       | -       | -            | -            | -            | -            | -            | 3      | 3      | 0      | 225    | 196    | +29    |
| Supercoppa italiana | -     | -       | -       | -       | -       | -       | -            | -            | -            | -            | -            | 1      | 1      | 0      | 73     | 70     | +3     |
| Totale              | -     | 33      | 27      | 6       | 2.792   | 2.388   | 31           | 20           | 11           | 2.423        | 2.214        | 68     | 51     | 17     | 5.513  | 4.868  | +645   |

### Statistiche dei giocatori
In corsivo i giocatori ceduti a stagione in corso.
| Giocatore      | Serie A | Serie A | Serie A | Serie A | Eurolega | Eurolega | Eurolega | Eurolega | Coppa Italia | Coppa Italia | Coppa Italia | Coppa Italia | Supercoppa | Supercoppa | Supercoppa | Supercoppa | Totale | Totale | Totale | Totale |
| Giocatore      | PG      | PTI     | AST     | RIM     | PG       | PTI      | AST      | RIM      | PG           | PTI          | AST          | RIM          | PG         | PTI        | AST        | RIM        | PG     | PTI    | AST    | RIM    |
| -------------- | ------- | ------- | ------- | ------- | -------- | -------- | -------- | -------- | ------------ | ------------ | ------------ | ------------ | ---------- | ---------- | ---------- | ---------- | ------ | ------ | ------ | ------ |
| D. Andersen    | 38      | 530     | 52      | 193     | 20       | 234      | 18       | 123      | 3            | 61           | 5            | 17           | -          | -          | -          | -          | 61     | 825    | 75     | 333    |
| P. Aradori     | 43      | 364     | 48      | 115     | 17       | 81       | 11       | 34       | 3            | 12           | 2            | 3            | 1          | 3          | 0          | 4          | 64     | 460    | 61     | 156    |
| M. Carraretto  | 41      | 191     | 22      | 60      | 19       | 42       | 2        | 12       | 3            | 6            | 1            | 4            | 1          | 0          | 0          | 2          | 64     | 239    | 25     | 78     |
| R. Kaukėnas    | 23      | 218     | 40      | 47      | 6        | 87       | 15       | 13       | -            | -            | -            | -            | 1          | 10         | 2          | 0          | 30     | 315    | 57     | 60     |
| L. Landi       | 1       | 0       | 0       | 0       | -        | -        | -        | -        | -            | -            | -            | -            | -          | -          | -          | -          | 1      | 0      | 0      | 0      |
| K. Lavrinovič  | 29      | 366     | 34      | 158     | 15       | 146      | 17       | 58       | 2            | 25           | 2            | 4            | 1          | 25         | 1          | 8          | 47     | 562    | 54     | 228    |
| L. Lechthaler  | 18      | 19      | 2       | 21      | 3        | 6        | 1        | 10       | 1            | 0            | 0            | 0            | 0          | 0          | 0          | 0          | 22     | 25     | 3      | 31     |
| J. Mačiulis    | 4       | 29      | 7       | 6       | -        | -        | -        | -        | -            | -            | -            | -            | -          | -          | -          | -          | 4      | 29     | 7      | 6      |
| G. Maggiorelli | 0       | 0       | 0       | 0       | -        | -        | -        | -        | -            | -            | -            | -            | -          | -          | -          | -          | 0      | 0      | 0      | 0      |
| B. McCalebb    | 43      | 612     | 146     | 119     | 17       | 287      | 45       | 37       | 3            | 40           | 6            | 7            | 1          | 13         | 5          | 2          | 64     | 952    | 202    | 165    |
| A. Michelori   | 23      | 61      | 6       | 45      | 8        | 15       | 2        | 13       | 1            | 6            | 0            | 4            | 1          | 2          | 0          | 1          | 33     | 84     | 8      | 63     |
| D. Monaldi     | 0       | 0       | 0       | 0       | 0        | 0        | 0        | 0        | -            | -            | -            | -            | -          | -          | -          | -          | 0      | 0      | 0      | 0      |
| D. Moss        | 32      | 239     | 37      | 89      | 20       | 163      | 21       | 51       | 3            | 38           | 6            | 10           | 1          | 8          | 1          | 3          | 56     | 448    | 65     | 153    |
| I. Rakočević   | 20      | 222     | 32      | 40      | 19       | 179      | 31       | 37       | 1            | 2            | 0            | 1            | -          | -          | -          | -          | 40     | 403    | 63     | 78     |
| T. Ress        | 44      | 137     | 19      | 109     | 20       | 94       | 7        | 37       | 3            | 0            | 0            | 4            | 1          | 0          | 0          | 1          | 68     | 231    | 26     | 151    |
| G. Severini    | 1       | 0       | 0       | 0       | -        | -        | -        | -        | -            | -            | -            | -            | -          | -          | -          | -          | 1      | 0      | 0      | 0      |
| S. Stonerook   | 44      | 221     | 70      | 183     | 20       | 66       | 24       | 75       | 3            | 7            | 7            | 19           | 1          | 4          | 1          | 4          | 68     | 298    | 102    | 281    |
| D. Summers     | 3       | 12      | 1       | 4       | 1        | 4        | 0        | 1        | -            | -            | -            | -            | 1          | 8          | 1          | 3          | 5      | 24     | 2      | 8      |
| B. Thornton    | 24      | 172     | 31      | 68      | 11       | 59       | 12       | 31       | 3            | 13           | 2            | 5            | -          | -          | -          | -          | 38     | 244    | 45     | 104    |
| M. Udom        | 0       | 0       | 0       | 0       | -        | -        | -        | -        | -            | -            | -            | -            | -          | -          | -          | -          | 0      | 0      | 0      | 0      |
| N. Zīsīs       | 42      | 270     | 113     | 90      | 20       | 89       | 53       | 34       | 3            | 15           | 6            | 4            | 1          | 0          | 0          | 0          | 66     | 374    | 172    | 128    |